# Darjeeling
Darjeeling (o Darjiling, Rdorje gling in tibetano e in traslitterazione newari/nepalese: दार्जीलिङ्ग; italiano desueto Dargiling) è una suddivisione dell'India, classificata come municipality, di 107 530 abitanti, capoluogo del distretto di Darjeeling, nello Stato federato del Bengala Occidentale. La città è situata a 27° 1' 60 N e 88° 16' 0 E e ha un'altitudine di 2037 m s.l.m., sulle alture dei monti Shivalik, le prime pendici dell'Himalaya.
In base al numero di abitanti la città rientra nella classe I (da 100 000 persone in su).
Il nome "Darjeeling" è l'unione di Dorje ("fulmine/diamante" in lingua tibetana) e ling ("luogo"): "terra dei fulmini". Durante l'Impero britannico in India ("British Raj"), il clima temperato la rese una stazione turistica montana per gli occidentali, che sfuggivano così le asfissianti estati delle pianure.
Darjeeling è internazionalmente nota per il suo tè nero e la Ferrovia Himalayana del Darjeeling, dichiarata Patrimonio mondiale dell'umanità dall'UNESCO. Le piantagioni di tè risalgono alla metà dell'Ottocento e sono una delle eredità inglesi. Gli imprenditori hanno sviluppato propri ibridi e originali tecniche di fermentazione delle foglie, dando origine a un tè tra i più apprezzati nel mondo, soprannominato "lo champagne dei tè". La Ferrovia Himalayana, che collega la città con il fondovalle e le pianure, resta una delle ultime ferrovie a vapore in servizio dell'India.
Darjeeling vanta molte scuole, pubbliche, di impostazione britannica, che attraggono studenti da molte parti dell'India e dalle nazioni confinanti (la St. Paul's School è soprannominata la Eton dell'India). La città, assieme alla vicina Kalimpong, fu centro di rivendicazione negli Anni ottanta del Novecento per la richiesta di indipendenza del Gorkhaland, anche se il movimento autonomista è andato scemando di intensità dopo la creazione di un'assemblea autonoma dieci anni fa. Il fragile equilibrio ambientale della cittadina è ora minacciato dal crescente bisogno di risorse naturali, derivante dal forte traffico turistico (nei pressi si trova il Kanchenjunga, 8591 m, terzo "ottomila" per altezza) e da una scarsa pianificazione urbanistica.

## Geografia fisica

### Territorio

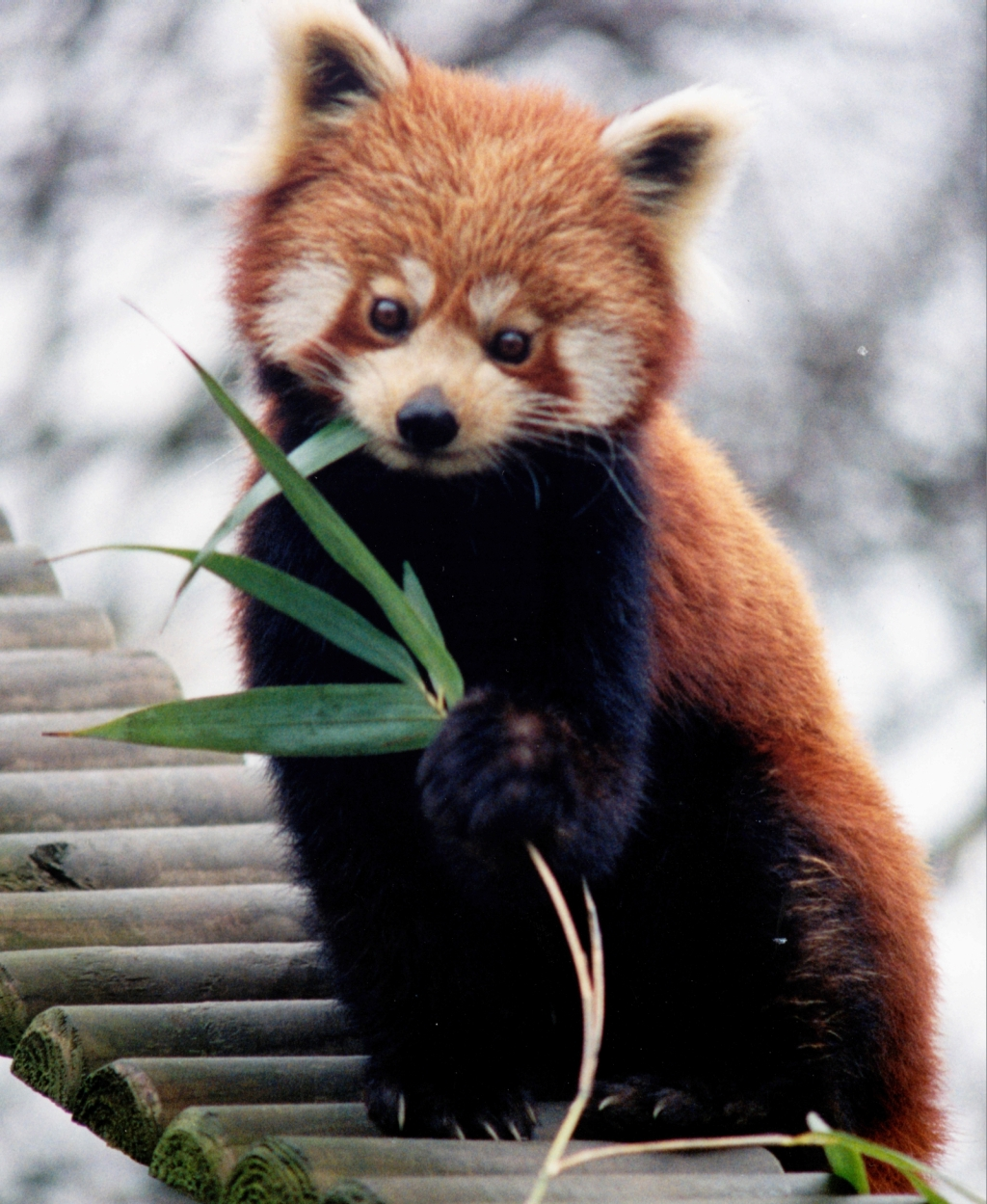
Panda rosso

Darjeeling è situata tra i 1981 m e 2286 m sulla catena sub-himalayana Shivalik. L'aspetto dell'orografia della zona assomiglia alla lettera Y, con Katapahar e Jalapahar alla base e i due bracci, che a partire dal centro di Darjeeling (The Mall-Observatory Hill) si dirigono uno verso nord-est per terminare a Lebong (la valle a 8 km da Darjeeling che ha visto le prime piantagioni di tè nell'Ottocento e che ora ospita un ippodromo), mentre il ramo di nord-ovest tocca il St. Joseph's College-North Point e termina presso Tukver Tea Estate.
Il Kangchenjunga – 8591 m, terzo "ottomila" per altezza – è facilmente osservabile, ma, con favorevoli condizioni meteorologiche, si possono anche scorgere l'Everest (8848 m), e il Makalu (8462 m), prima e quinta cima del pianeta, rispettivamente.
Darjeeling è la città principale della sottozona di Sadar e centro amministrativo dell'intero distretto.
La maggior parte della regione, inclusa la stessa Darjeeling, è montagnosa.
La composizione del suolo è roccioso di origine sedimentaria: arenaria e conglomerati sono dovuti alla solidificazione dei detriti prodotti dalla grande catena himalayana. Il suolo appare comunque sciolto e non trattenendo acqua non è considerato adatto all'agricoltura. Pendii ripidi e strati superficiali del terreno non compatti danno origine a frequenti smottamenti durante la stagione delle piogge monsoniche. Secondo l'Ufficio Indiano di Certificazione, Darjeeling è zona sismica di grado IV (su una scala a rischio crescente che va da I a V), prossima, secondo la teoria della tettonica a zolle, alla sutura tra la placca indiana e quella euroasiatica. Il rischio di terremoti è, perciò, elevato.
La coltivazione del tè è molto diffusa. Tutto il distretto di Darjeeling è soggetto a deforestazione a causa della domanda crescente di legna da ardere e legname da costruzione. Anche l'inquinamento è un problema sempre più sentito. La vegetazione è composta sia da foreste di piante a foglia decidua, tipiche di un clima temperato, come pioppi, betulle, querce, olmi, sia da conifere sempreverdi da clima alpino, come abeti, pini, larici. Non sono rare le orchidee. Il giardino botanico "Lloyd" ospita le diverse specie, mentre il Padmaja Naidu Himalayan Zoological Park, dedicato alla memoria di Padmaja Naidu, tutela le specie animali himalayane maggiormente minacciate: leopardo delle nevi, panda rosso, goral, tigre siberiana e molte specie di uccelli.

### Clima
Darjeeling ha un clima temperato con cinque stagioni: primavera, estate, piogge monsoniche, autunno, inverno. L'estate (da maggio a giugno) è mite, difficilmente la temperatura raggiunge i 25 °C. La stagione dei monsoni va da giugno a settembre ed è caratterizzata da piogge torrenziali, spesso causa di smottamenti che tagliano fuori Darjeeling da ogni contatto via terra con il resto del mondo. La temperatura media invernale è sui 5-7 °C. A volte si scende sotto lo zero, ma le nevicate sono rare. La stagione delle piogge monsoniche è accomunata all'inverno dalla presenza di nebbia e foschia. La temperatura media su base annua si aggira intorno ai 12 °C, mentre una media su base mensile si attesta sui 5-17 °C. Il picco raggiunto in tutto il distretto fu di 26,7 °C il 23 agosto 1957; il valore più basso mai registrato invece −5 °C il giorno 11 febbraio 1905. Le precipitazioni su base annua hanno una media di 281,8 mm, il mese più piovoso di solito è luglio con una media di 75,3 mm.

## Storia
La storia di Darjeeling si intreccia con quella di Nepal, Bhutan, Sikkim, Bengala e ovviamente con quella della Compagnia britannica delle Indie orientali.
Prima del XIX secolo l'area dell'attuale Darjeeling cadeva a intermittenza sotto il governo dei re di Nepal e il chögyal del Sikkim, e vedeva solo la presenza di qualche villaggio dei Lepcha. Nel 1816 il Nepal con il trattato di Sugauly cedette all'Impero Britannico più di 10000 km² del suo territorio, che a sua volta l'anno dopo lo concesse al Rajah del Sikkim (trattato di Titalya).
Quest'ultimo regnò sul territorio compreso tra i fiumi Mechi e Tista per dieci anni, fino a quando sorse una disputa sulla frontiera tra Sikkim e Nepal e il Governatore generale decise di inviare due ufficiali per comporla, il Capitano Lloyd e Mr. Grant. Il Sikkim (che includeva Darjeeling) divenne uno stato-cuscinetto tra Nepal e Bhutan.
A Darjeeling i due ufficiali fondarono un sanatorio destinato all'esercito britannico.
Il Vice Ispettore generale, Capitano Herbert, ispezionò Darjeeling e il consiglio di amministrazione della Compagnia Inglese delle Indie Orientali approvò anch'esso il progetto per l'ospedale: a Lloyd, ora generale, venne affidata la responsabilità di negoziare un accordo con il Chogyal del Sikkim.
L'atto di concessione, straordinariamente breve, con cui Darjeeling entra a far parte della Compagnia delle Indie porta la data del 1º febbraio 1835:
(Atto di concessione che sancisce l'ingresso della città nella Compagnia delle Indie.)

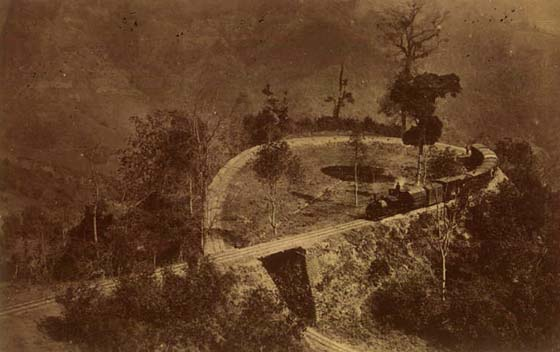
La ferrovia himalayana presso Agony Point (1921)

Si trattava di una cessione a titolo gratuito di quella che allora era una montagna disabitata senza alcun valore; ma sei anni più tardi i britannici versarono al Raja 3 000 rupie, che nel 1846 divennero 6 000.
Nel 1835 il Dr. Arthur Campbell, dell'Indian Medical Service, fu nominato Agente di quel territorio e il sottotenente Robert Napier (che sarebbe diventato Lord come primo Barone di Magdala) pose con lui le basi perché Darjeeling diventasse stazione di soggiorno montano. Il Dr Campbell divenne il primo responsabile del sanatorio nel 1839. Allo stesso anno risale la strada che collega Darjeeling con le pianure.
Il Dr. Campbell due anni più tardi importò piantine di tè da Kumaon, in Cina e cominciò a coltivare tè nei pressi di Beechwood, Darjeeling. I semi arrivavano dalla Cina, mandati dal botanico britannico Robert Fortune.
Questo test venne imitato da molti altri britannici. Il responso fu positivo e si cominciò ad operare in ottica commerciale.
La rapida crescita di Darjeeling suscitò l'invidia del Maharaja del Sikkim. Quando Campbell e il noto esploratore Sir Joseph Dalton Hooker si recarono in Sikkim nel 1849, vennero sequestrati e imprigionati per settimane. La Compagnia Inglese delle Indie Orientali inviò un corpo di spedizione ma le ostilità cessarono senza spargimento di sangue non appena le truppe passarono il fiume Rangeet.
A causa di questo incidente (e di altri comportamenti ostili da parte delle autorità del Sikkim, che si verificarono successivamente) il territorio montagnoso che ora forma il distretto di Darjeeling divenne parte dell'Impero Britannico, e il regno del Sikkim divenne un protettorato britannico.

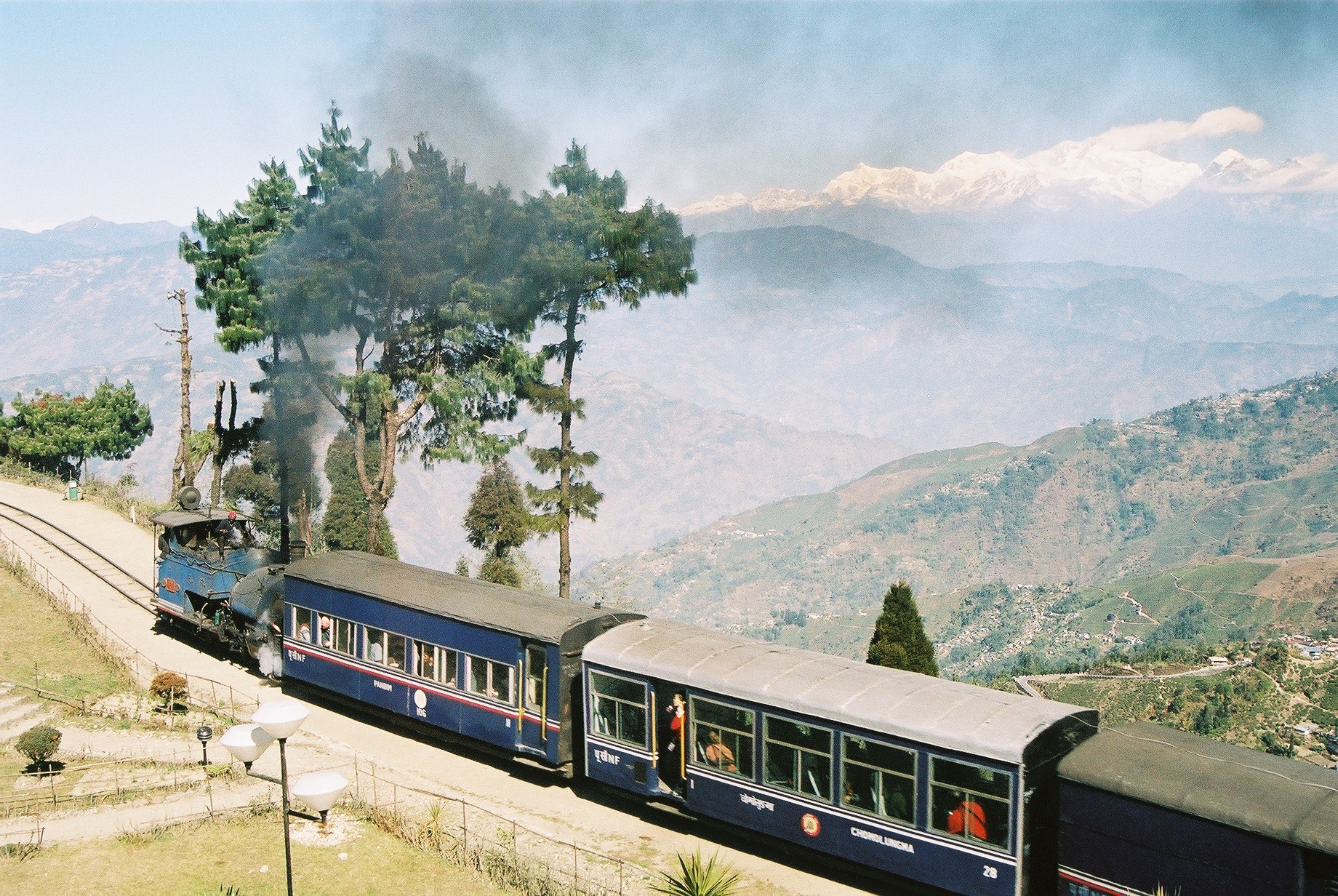
Il passaggio suggestivo presso Batasia Loop.
Sullo sfondo il Kanchenjunga

Nel 1850 si ebbe l'istituzione del Comune, la coltivazione del tè si andava sempre più diffondendo, dopo il 1860 le frontiere erano sempre più sicure.
Intanto venivano sempre più impiegati gli immigrati dal Nepal nell'edilizia e nella costruzione di strade, nei tea gardens e in iniziative nel campo dell'agricoltura.
Missionari dalla Scozia si dedicarono alla costruzione di scuole ed edifici pubblici destinati ai residenti britannici, Loreto Convent nel 1847, St Paul's School nel 1864, la sede dei coltivatori di tè nel 1868, i giardini botanici Lloyd's nel 1878, St. Joseph's School nel 1888, la fermata della ferrovia nel 1891, Town Hall (l'attuale palazzo del Comune) nel 1921.
Con l'apertura della Ferrovia Himalayana nel 1881 si accelerò lo sviluppo della regione, grazie a questa sicura via di comunicazione tra Darjeeling e le pianure del fondovalle.
Nel 1898 un terremoto, ricordato come "Darjeeling disaster", incise notevolmente sulla giovane cittadina e sulla sua popolazione.

### Amministrazione

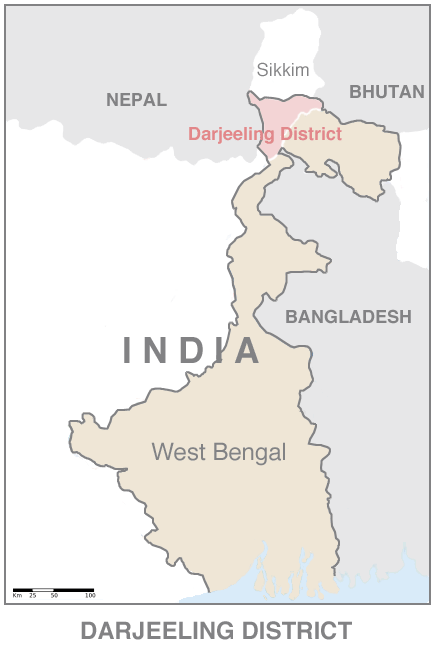
Mappa del distretto di Darjeeling.

La municipalità di Darjeeling si assunse la responsabilità sull'amministrazione della città fin dal 1850. Tra il 1850 e il 1916, Darjeeling faceva parte (con Halna, Hazaribagh, Muzzaferpur...) del "First Schedule" (la nomina dei commissari veniva stabilita localmente) e del "Second Schedule" (con Burdwan, Hooghly, Nadia, Hazaribagh...): la nomina del sindaco spettava al governo locale. Il distretto di Darjeeling fu una "Non-regulated area" - cioè gli atti di governo dell'Impero Britannico, il British Raj, non vi si applicavano automaticamente, se non era specificato. Era uno status che spettava ai distretti meno sviluppati economicamente. Fu in vigore prima del 1861 e tra il 1870 e il 1874. Questa norma venne rinominata prima nello Scheduled District nel 1874 e ancora nei Back Ward Tracts nel 1919. Nel 1905 il Bengala venne diviso e Darjeeling rientrò sotto la giurisdizione della "Rajshahi division" e collocata nella provincia appena nata del Bengala Orientale - Assam. Infine questo status particolare del distretto prese il nome di Partially Excluded Area tra il 1935 e il 1947 (Indipendenza dell'India).

### Il richiamo turistico
I primi ad eleggere Darjeeling luogo di villeggiatura furono i britannici, la classe dominante del tempo, che salivano ogni estate. Li seguirono sempre più indiani benestanti residenti a Kolkata (Calcutta), Maharaja dei molti Stati Indiani, esattori delle tasse e concessionari di suolo pubblico (zamindar) e avvocati dell'Alta Corte di Calcutta. 
Darjeeling venne soprannominata "la regina delle montagne". La sua collocazione isolata e la scarsa popolazione ne impedirono un ruolo significativo durante la lotta dell'India per l'indipendenza. Si registra un attentato fallito ai danni di Sir John Anderson, Governatore del Bengala degli Anni trenta.

### L'indipendenza dell'India

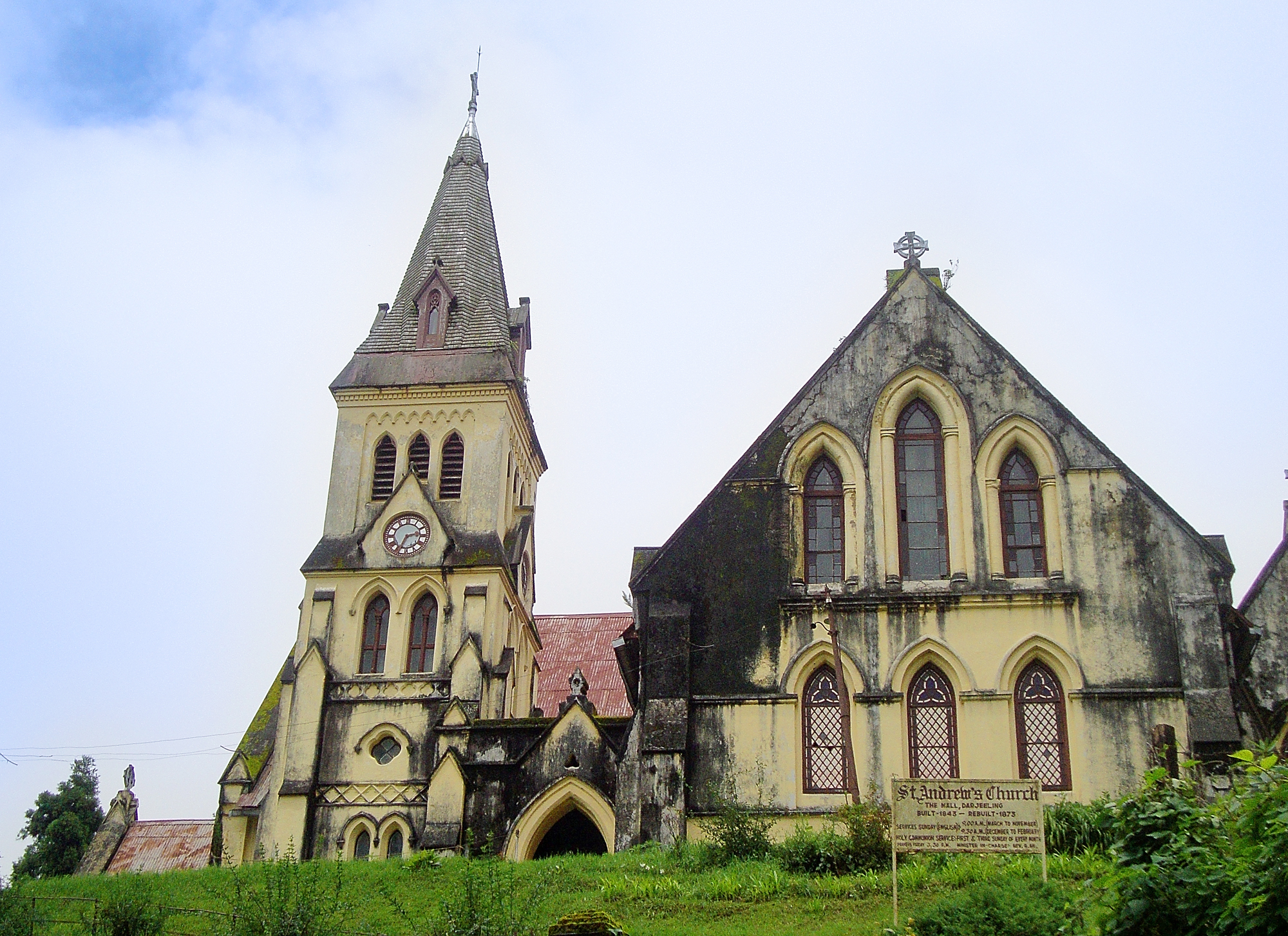
Chiesa di Sant'Andrea a Darjeeling. Costruita nel 1843, ricostruita nel 1873

Nel 1947 l'India è indipendente e il Darjeeling fu incluso nello Stato del Bengala Occidentale. Venne creato il distretto di Darjeeling, comprendente le città (tutte in zona montuosa), di Darjeeling, Kurseong, Kalimpong e alcune zone della regione di Terai. Quando la Cina nel 1950 annetté il Tibet, mettendo fine all'autonomia concessagli, migliaia di tibetani si riversarono attraverso il confine. L'India viene considerata amica dai tibetani: il suo governo diede al Dalai Lama e ai suoi fedeli la possibilità di stabilirsi nella città di Dharamsala. La crescita della popolazione è avvenuta tra spinte e vincoli. Ha incrementato in velocità dopo gli Anni settanta del Novecento, toccando il 45% negli Anni novanta e ancora adesso il tasso di crescita è di molto superiore alla media nazionale, statale e del distretto. Darjeeling venne progettata per una popolazione di soli 10 000 abitanti. Il tasso di crescita ha evidenziato la questione ambientale. La differente composizione etnica della popolazione ha dato origine a tensioni socio-economiche, e l'ambizione di creare due Stati distinti, Gorkhaland e Kamtapur, si diffuse negli Anni ottanta del Novecento. I nodi vennero al pettine dopo uno sciopero di quaranta giorni indetto dal Fronte di Liberazione Nazionale del Gorkha, durante il quale la violenza attanagliò la città. Il governo del Bengala Occidentale dovette richiedere l'aiuto dell'esercito federale indiano per ripristinare l'ordine. Le tensioni politiche sono andate in gran parte scemando dopo l'istituzione del Darjeeling Gorkha Hill Council, un'assemblea autonoma, sotto la presidenza di Subash Gishing, con potere sul distretto e uno status di semi-autonomia. È stata rinominata in seguito in Darjeeling Gorkha Autonomous Hill Council (DGAHC). Anche se ora la situazione è tranquilla, pende sempre la questione.

## Monumenti e luoghi d'interesse

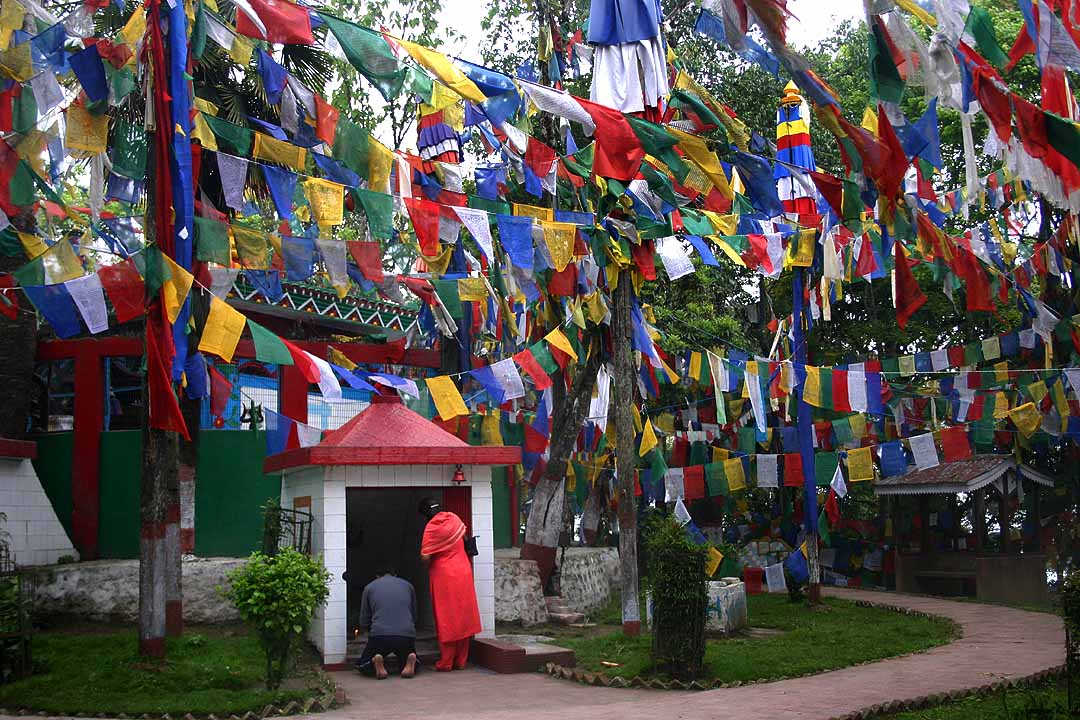
Bandiere di preghiera tibetane vicino a un tempio induista.

Gli edifici di Darjeeling seguono l'architettura coloniale: ne sono esempio ville in stile mock Tudor, chiese gotiche, il palazzo del Governatore ("Raj Bhawan"), la sede dei coltivatori di tè, oltre a diversi edifici scolastici.
Presso il Tibetan Refugee Self Help Center sono conservati prodotti dell'artigianato tibetano in legno e pelle e tappeti. I monasteri buddisti di Ghoom (8 km dalla città), Bhutia Busty, Mag-Dhog Yolmowa conservano antichi manoscritti.

## Società

### Evoluzione demografica
Al censimento del 2001 la popolazione di Darjeeling assommava a 107 530 persone, delle quali 53 325 maschi e 54 205 femmine. I bambini di età inferiore o uguale ai sei anni assommavano a 3 943, dei quali 1 941 maschi e 2 002 femmine. Infine, coloro che erano in grado di saper almeno leggere e scrivere erano 95 613, dei quali 50 250 maschi e 45 363 femmine.

## Cultura

### Istruzione
Il sistema educativo di Darjeeling vede coesistere scuole pubbliche e private, queste ultime con impostazione religiosa o laica. Anche se la lingua nazionale dell'India è l'hindi e quella del Bengala Occidentale, lo stato a cui appartiene Darjeeling, è il bengali, sono l'inglese e il nepalese-ghorkali quelle in cui si svolgono le lezioni. Il livello delle scuole permette la loro affiliazione a istituzioni quali Indian Certificate of Secondary Education (ICSE), Central Board of Secondary Education (CBSE), West Bengal Board of Secondary Education. La ragione di questa qualità nell'istruzione si deve alla dominazione coloniale inglese ("British Raj") quando Darjeeling, ritiro estivo dei britannici, venne scelta come sede per la fondazione di scuole pubbliche impostate come le blasonate Eton, Harrow, Rugby, permettendo ai figli degli ufficiali di avere un'educazione esclusiva. 
Sono scuole che ancora oggi, dopo più di cento anni, seguono le tradizioni coloniali: St. Joseph's College, Loreto Convent, St. Paul's School, Mount Hermon School. Le prime due, insieme al Darjeeling Government College sono affiliate all'Università del Nord Bengala che ha sede a Siliguri.

### Media
Wes Anderson ha girato un film ambientato nella zona di Darjeeling, intitolato Il treno per il Darjeeling, con protagonisti Owen Wilson, Jason Schwartzman e Adrien Brody.

### Libri
In Italia è stato pubblicato il libro Il cielo sopra Darjeeling della scrittrice tedesca Nicole C. Vosseler, che vede parte dell'ambientazione della vicenda proprio in queste zone.

### Musica
La città ha una sua importanza in campo musicale, dovuta al ruolo del folklore, e la musica è diffuso passatempo tra gli abitanti. La musica occidentale è apprezzata dai più giovani, in particolare il rock nepalese.

### Cucina
Il momo è una specie di fagottino speziato cotto al vapore o fritto, farcito a piacere con carne di manzo, maiale o pollo, oppure in versione vegetariana (formaggio, patate, cipolle, cavolo) accompagnato da verdure e servito con una salsina al pomodoro. Il churpee è un formaggio duro fatto con latte di yak o di vacca. Thukpa e wai-wai sono tagliatelle, servite anche in zuppa. Naturalmente è il tè la bevanda più diffusa, ma viene consumato anche caffè. Chhang è la birra himalayana prodotta da miglio, orzo, o riso: viene servita calda durante l'inverno, e si crede abbia virtù terapeutiche in molte affezioni mediche. Viene servita in occasioni di incontro, una leggenda vuole che lo Yeti si introduca in villaggi isolati per poterne avere un sorso.

### Eventi
Oltre alle maggiori festività religiose di Diwali, Natale, "Dussera", "Holi" etc., localmente le diverse etnie che popolano Darjeeling tengono i propri festival. Lepcha e Bhutia festeggiano il capodanno a gennaio, mentre i Tibetani lo celebrano a febbraio-marzo (Losar con la danza dei diavoli). Maghe sankranti, Ram Navami, Chotrul Duchen, Buddha Jayanti, il compleanno del Dalai Lama e Tendong Lho Rumfaat sono altre festività a Darjeeling, alcune in comune con il resto di India, Nepal, Bhutan e Tibet. Il carnevale della città, sorto su iniziativa di un movimento noto come "The Darjeeling Initiative", dura dieci giorni e si tiene durante l'inverno; è l'occasione per il folklore e la tradizione musicale del Darjeeling di trovare rappresentazione.

## Economia

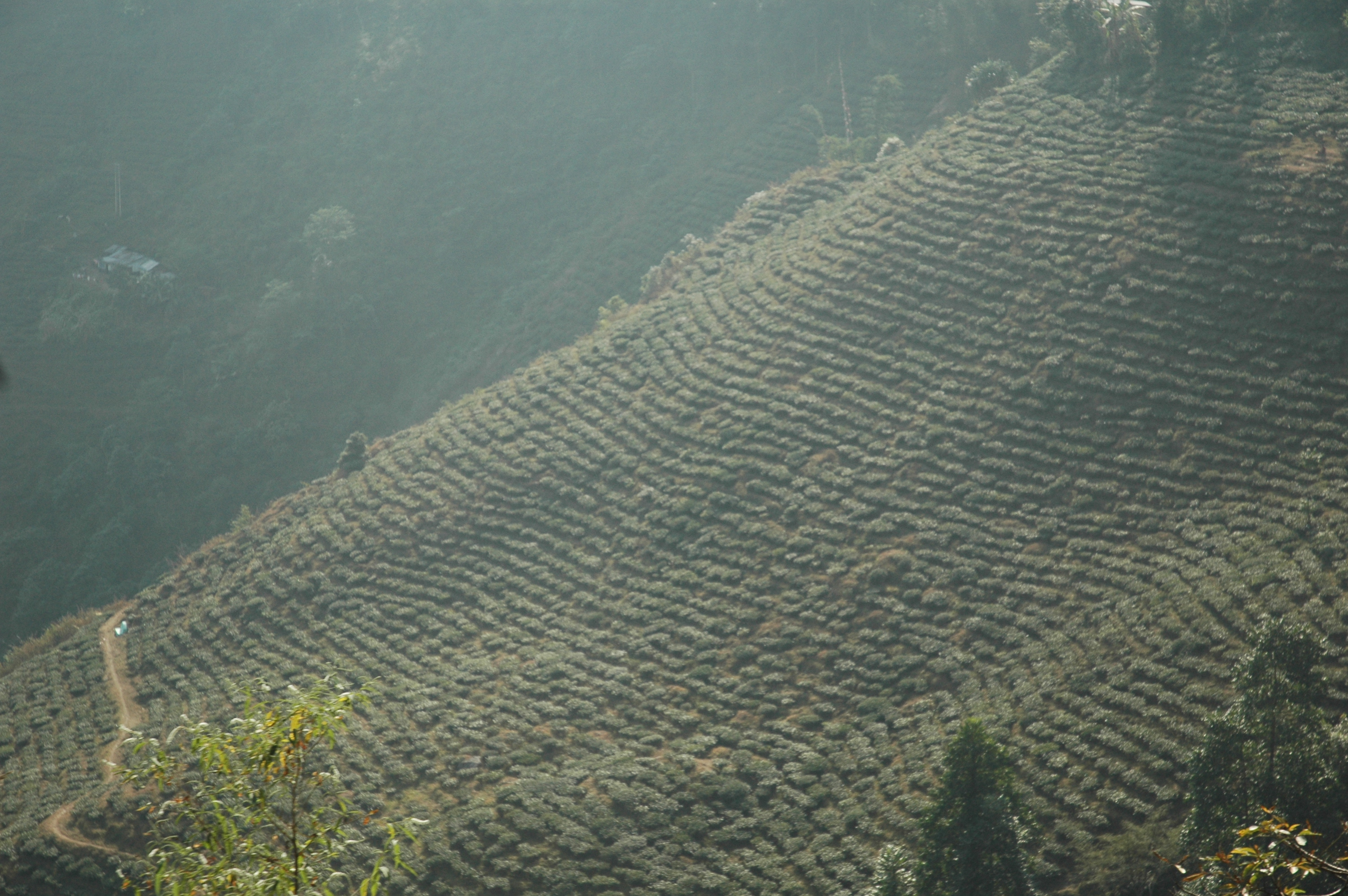
Coltivazioni di tè.

Le maggiori entrate nel bilancio di Darjeeling provengono da due voci: turismo e industria del tè.

### Industria del tè
Il tè Darjeeling è considerato il miglior tè nero del mondo ed è universalmente apprezzato, soprattutto nel Regno Unito e nei paesi che facevano parte dell'Impero britannico. L'industria del tè si è trovata a combattere, in anni recenti, con il prodotto delle altre regioni dell'India (Assam o il meno pregiato Nilgiri) come con il tè proveniente dal vicino Nepal. Le preoccupazioni diffuse riguardo contenziosi, licenziamenti e ridimensionamento dell'area coltivata hanno influenzato non solo la produzione, ma anche gli investimenti. Molte proprietà hanno visto l'impegno diretto dei lavoratori, trasformandosi in cooperative, mentre altre hanno optato per una riconversione in resort turistici. Come leve di marketing alcuni fra i "tea garden" più conosciuti hanno introdotto coltivazioni biologiche, monitorate da società occidentali e garanzie di equità delle condizioni di lavoro.
La manodopera impiegata è per il 60% femminile. La remunerazione spesso ha una componente in benefit come vitto, alloggio, assistenza medica ecc. mentre i contanti coprono metà del corrispettivo.
La crescita incessante della popolazione ha inciso sulle risorse naturali, in particolare sulle foreste, per approvvigionarsi sia di legname da costruzione che di legna da ardere. Dopo l'indipendenza dalla Gran Bretagna si sono registrati progressi nell'istruzione, nelle vie di comunicazione e in agricoltura – come la scelta di dedicarsi a colture remunerative, dal pomodoro, al cardamomo e zenzero (entrano nella composizione del "masala chai", il tè speziato tipico di India e Medio Oriente), fino alle arance. I terrazzamenti costituiscono un'importante fonte di reddito per la popolazione rurale attorno alla città, e riforniscono i residenti di frutta e verdura.

### Turismo
È in primavera ed estate che Darjeeling si riempie di turisti, dando impiego ai locali in hotel e ristoranti, e naturalmente nelle agenzie di viaggio o come guide. Ben conosciuti ai turisti sono anche i prodotti dell'artigianato, provenienti dal vicino Sikkim e dal Tibet.
In quanto capoluogo, Darjeeling ospita diversi uffici governativi, come altra possibilità di impiego. Merita un cenno anche l'industria cinematografica, visto che a Darjeeling si sono girati alcuni film di Bollywood: Aradhana, Main Hoon Na, Kanchenjunga.
Darjeeling è luogo ideale per trekking himalayani e base logistica per spedizioni alpinistiche su alcune cime dell'India e del Nepal. Tenzing Norgay, che fu assieme a sir Edmund Hillary il primo uomo a salire sull'Everest, ha passato molti anni a Darjeeling, dove esiste una comunità Sherpa. La sua impresa ha spinto alla fondazione dell'Himalayan Mountaineering Institute nel 1954. 

## Sport
Cricket e calcio gli sport praticati, anche in partite improvvisate tra le strade scoscese (si usa una palla di elastici, il "chungi"). Le corse dei cavalli si svolgono nell'ippodromo di Lebong, visibile dalla città.